# RQ-170 (航空機)
RQ-170 センチネル
RQ-170 センチネルの想像図
- 用途：偵察機
- 分類：UAV
- 製造者：ロッキード・マーティン
- 運用者： アメリカ合衆国（アメリカ空軍）
- 生産数：20～30機

 RQ-170 センチネル（Sentinel：監視者、歩哨などの意）は、アメリカ空軍が採用しているUAV。開発はロッキード・マーティン社のスカンクワークス。

## 概要
2009年12月4日にアメリカ空軍が公式に存在を認めるまでは存在そのものが隠されていたが、それ以前にアフガニスタンでRQ-170を目撃したジャーナリストからはカンダハールの野獣（Beast of Kandahar）と呼ばれていた。
また、ウサーマ・ビン・ラーディン殺害作戦の際の偵察活動にも使用されたとされる。

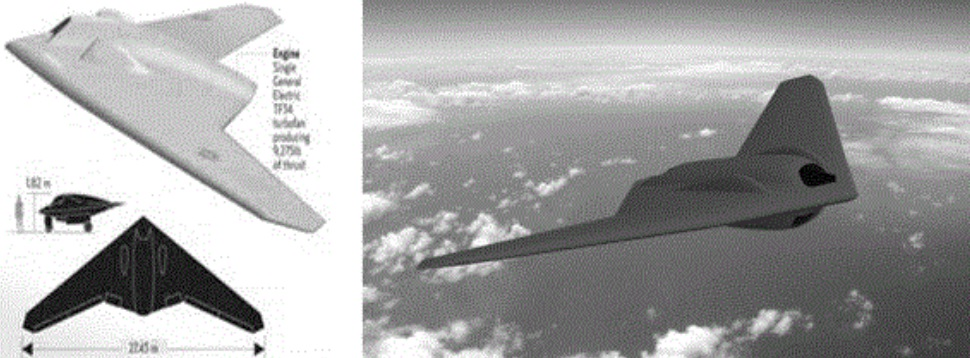
アメリカ陸軍が承認したRQ-170の図面。

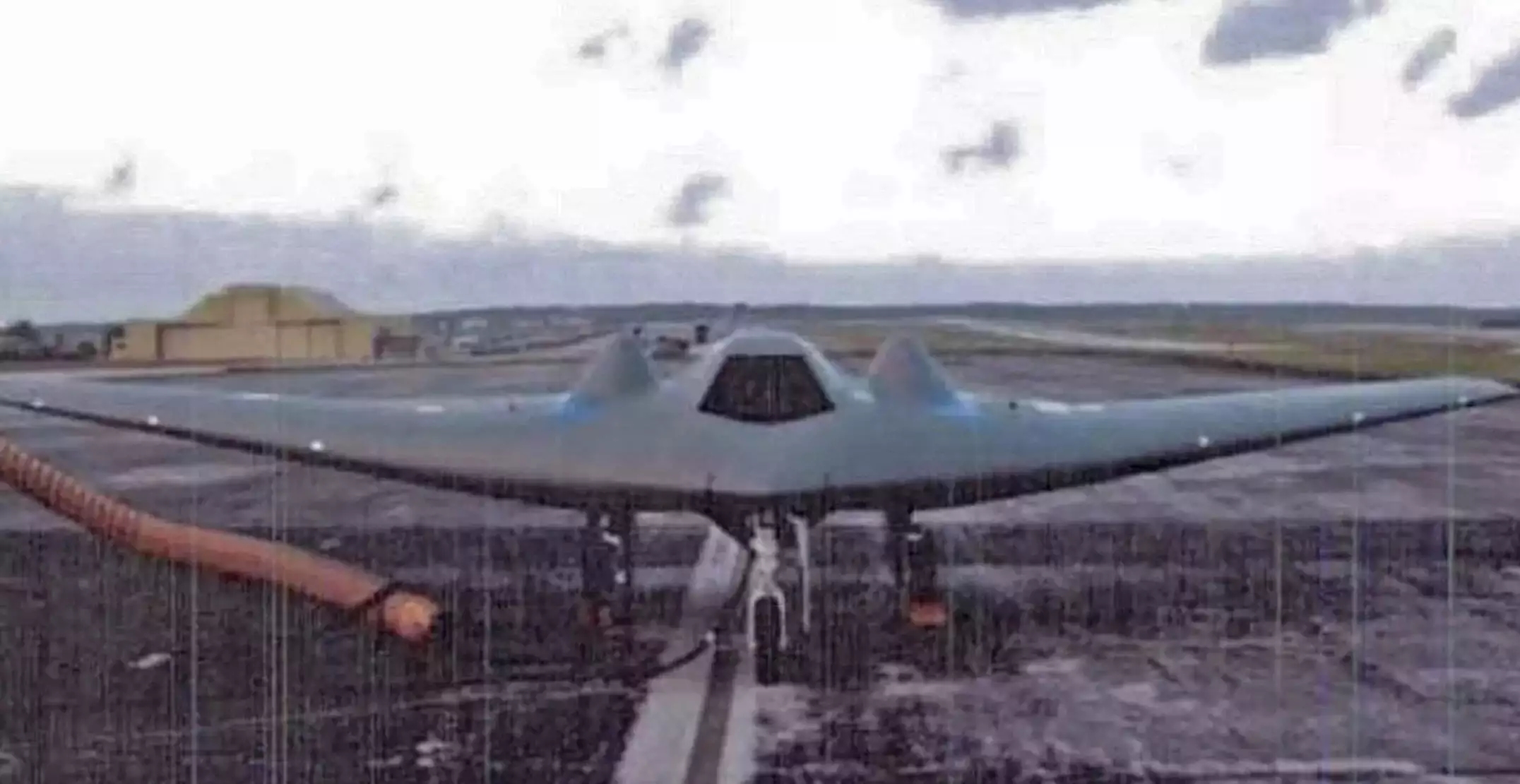
アンダーセン空軍基地でのアメリカ空軍による公式写真(日付なし)

形状はステルス性を意識した無尾翼全翼機で、以前開発されていたRQ-3 ダークスターやP-175 ポールキャットとよく似ている。詳しい性能などはまだ発表されていないが、名称が非武装の偵察用無人機を意味するRQであるため、武装は搭載できないと推測されている。
開発と実戦配備がいつ行われたのかについては一切公開されていないが、制式コードに使われている170という数字は、RQ-1 プレデターからRQ-21 ブラックジャックまで開発順に連番（12と13は欠番）で付けられている数字とかけ離れている。このような慣例に囚われない命名は、同じく極秘に開発されていた世界初のステルス機F-117 ナイトホークでも行われている。

## 鹵獲

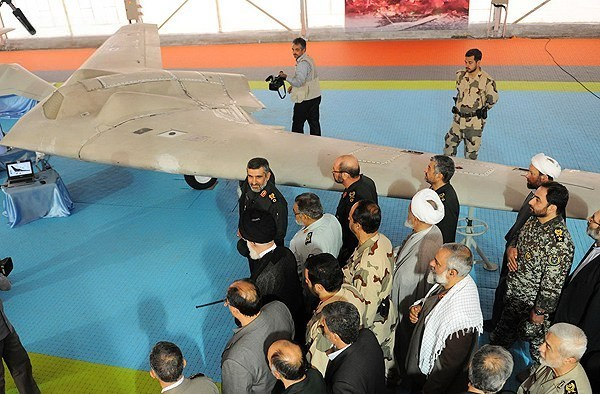
イランのRQ-170の複製（2014年）

2011年12月6日にイラン軍は、「戦闘機・地上からの攻撃ではなく、電子的に侵入し着陸させて奪った。損傷はほとんどない」という声明を発表し、鹵獲されたRQ-170を放映した。同12日、オバマ米大統領もそれを本物であると会見で認め、正式に返還を求めた。
RQ-170の鹵獲は、GPS信号の上書き偽装によって、RQ-170がホームベースに帰着したと誤認識させる事で成功した。
2014年11月12日、イランは鹵獲したRQ-170をコピーしたと思われる新型無人航空機"シームルグ" (Simurgh)の映像を公開した。革命防衛隊の司令官は、「米国の偵察機よりも飛行速度、機体重量などの性能を改良した」と主張している。一方、アメリカ国防総省は「米国の技術に匹敵するはずがない」としている。
2016年にイラン・イスラム革命防衛隊は、シームルグの武装攻撃型"サーエゲ"を公開した。2018年2月にはシリア領内から離陸したサーエゲと思われるイラン製無人攻撃機が、イスラエル領空内でイスラエル航空宇宙軍のAH-64D攻撃ヘリコプターによって撃墜された。

## 仕様 (RQ-170)

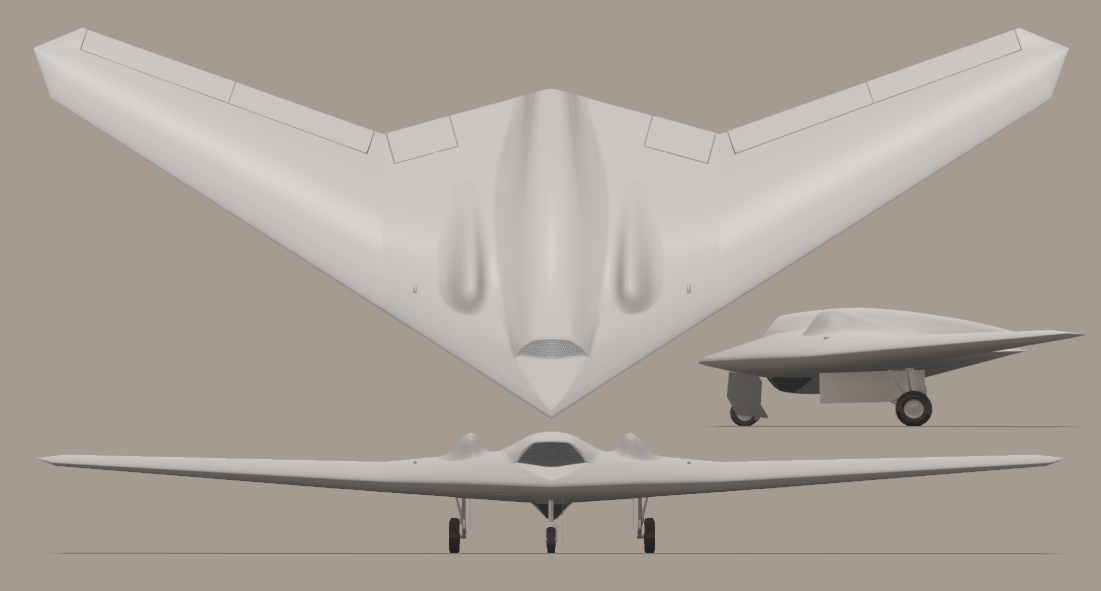
三面図

Warrior Lodgeからのデータ：

### 一般的な特徴
- 乗組員:0名
- 全長:4.50メートル (14.8 ft)
- 全幅:20.0メートル (65.6 ft)
- 全高:2.00メートル (6.56 ft)(推定)
- エンジン:ギャレットTFE1またはゼネラルエレクトリックTF731ターボファン×1台

### パフォーマンス
- 実用上昇限度:15,240メートル (50,000 ft)(推定)